# Basílica de Santa Lucía del Trampal
La iglesia de Santa Lucía del Trampal es un templo de datación discutida (entre el siglo VII y el siglo IX) situado en el municipio español de Alcuéscar, en la provincia de Cáceres. Se trata de un templo singular con características arquitectónicas visigodas y posible influencia posterior mozárabe, que ordena su cabecera con tres capillas rectangulares abiertas a un transepto. Destaca por ser la única edificación de época visigoda que se conserva en pie en la mitad sur de la península ibérica. Desde el 5 de octubre de 1983, la basílica está declarada Bien de interés cultural en la categoría de Monumento.

## Contexto histórico
La importancia alcanzada por el territorio de la actual Extremadura en tiempos del reino hispano-visigodo, heredando en gran parte la vitalidad de la época romana, tuvo sus mayores exponentes en las sedes episcopales de Mérida y Coria, de categoría metropolitana la primera, que sobre todo a finales del siglo VI y principios del siguiente alcanzó una destacada preeminencia, la cual disminuiría en el siglo VII en favor de Toledo.
En torno a los grandes focos de la cultura hispano-visigoda, en especial respecto a Mérida, se construyeron varios templos rurales, iglesias, basílicas o monasterios que salpicaron la geografía de la región y de lo cual quedan evidencias en Fregenal de la Sierra, Jerez de los Caballeros, Garciaz, Brozas, Alcántara, San Pedro de Mérida, Badajoz, Cáceres, Montánchez, Casa Herrera, Alconétar o Alcuéscar, localidad esta última en la que se encuentra la basílica que nos ocupa, Santa Lucía del Trampal.

## Descripción
Levantada tres kilómetros al sur de la localidad de Alcuéscar, esta pequeña basílica debió formar parte de algún monasterio, pues aún se la conoce como «el convento». A finales de la Edad Media se rehízo la iglesia y se le añadieron elementos a la construcción original, como nuevos pilares en los arcos del crucero y los arcos diafragma apuntados sobre el aula o nave original, que para entonces habría perdido sus soportes primigenios, que sostendrían una estructura de madera.

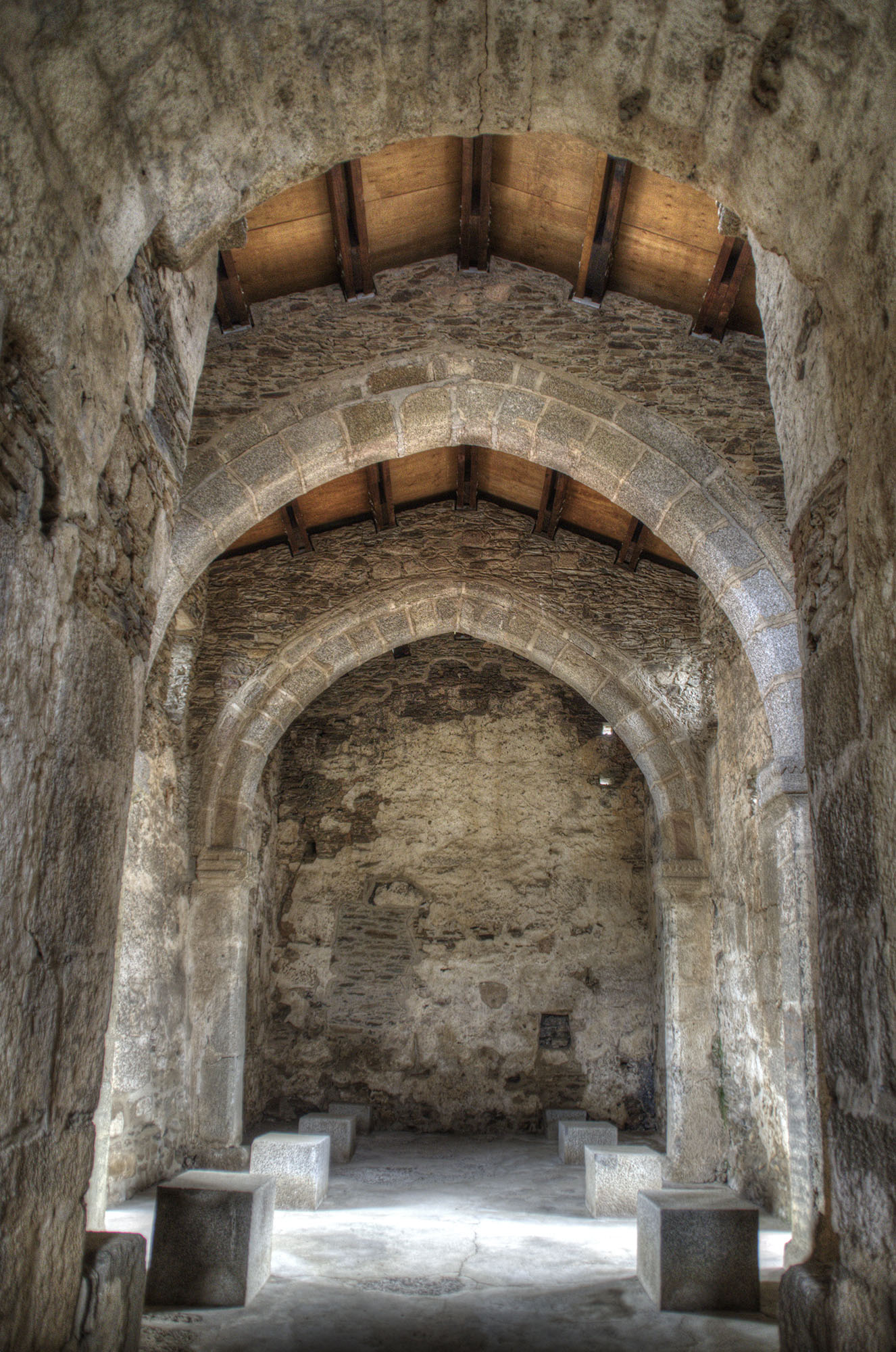
Nave central.

Además de una serie de estancias adosadas y pórticos laterales, así como posibles restos exteriores del primitivo conjunto monástico, el cuerpo principal que nos ha llegado de la basílica hispano-visigoda está formado por la cabecera, un pequeño espacio que se ha interpretado como un coro y el aula o nave. Todo está construido con piedra de sillería en los ángulos y en las partes de mayor interés arquitectónico, como vanos y bóvedas, mientras que el resto se compone de sillarejo y mampostería.
La planta se organiza en torno al aula, de triple nave separada por dos arquerías longitudinales sobre cinco pilares de granito, el pequeño coro, un amplio crucero transversal y tres capillas en la cabecera, no adosadas sino completamente separadas mediante muros. Además de por el aula, se accede al crucero a través de unas pequeñas puertas abiertas a cada lado en la parte occidental. La escasa luz interior proviene de las ventanas abocinadas dispuestas en el frente de cada ábside y en cada extremo del crucero.

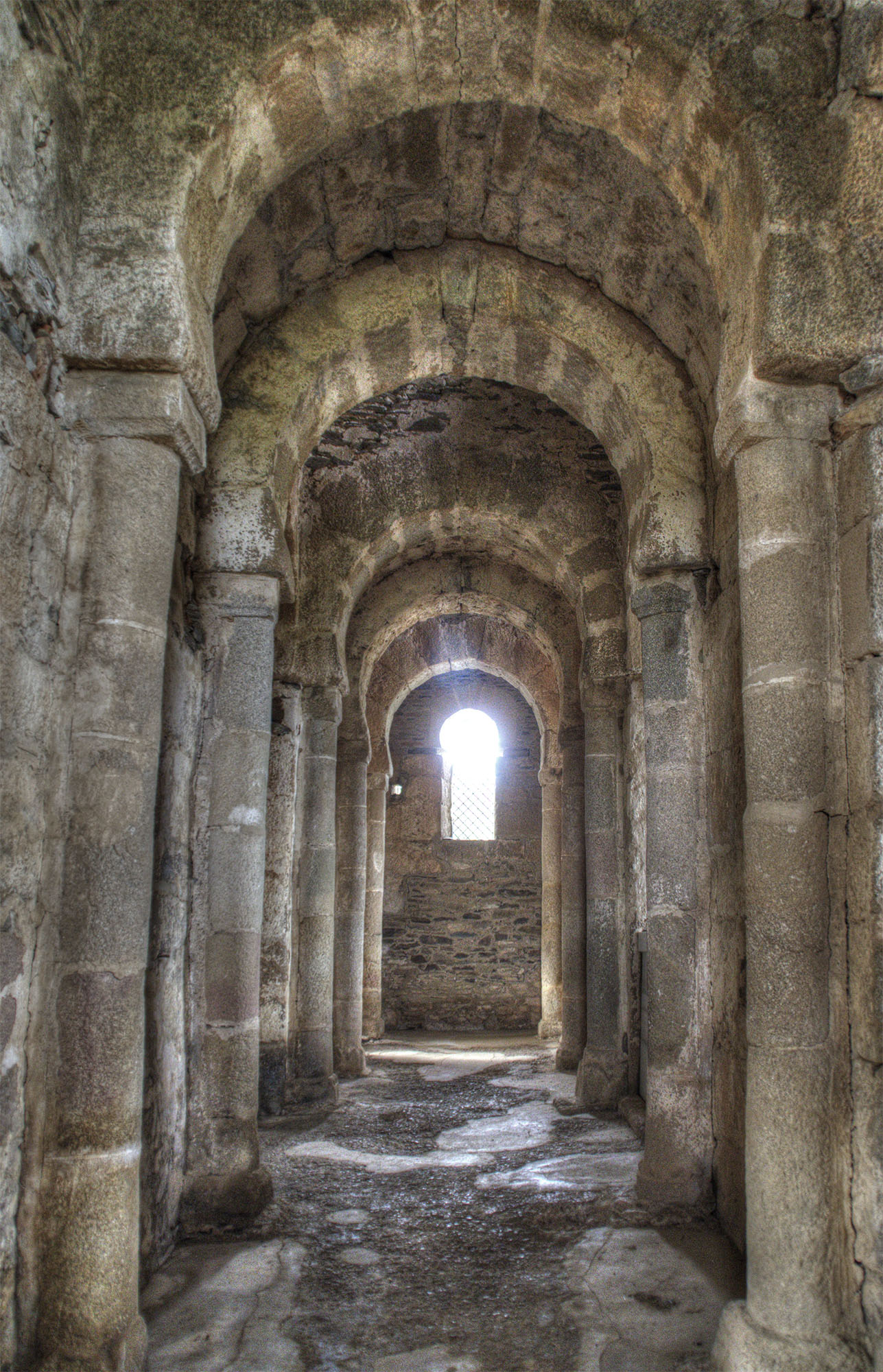
Transepto de la basílica

Actualmente están cubiertas la nave, el crucero y los ábsides con bóveda de cañón de sección de herradura, salvo en los tramos de crucero que preceden a cada ábside, donde debió haber estructuras de ladrillo en forma de pequeña cúpula o cimborrio más elevado con bóveda de aristas, hoy desaparecidos. En el crucero hay doce columnas adosadas al muro, que se corresponden con los arcos que inician cada tramo de abovedamiento. Es un espacio sobrio pero armónico, con una arquitectura que en origen estuvo adornada con finas impostas de mármol con diversos motivos de roleos, algunas ya arrancadas, pero otras todavía in situ confirmando la cronología visigoda del edificio.
Esta articulación constructiva resulta de gran interés, de manera que sin contrafuertes se consigue un sólido edificio gracias a la disposición ortogonal que permite el mutuo contrarresto de todas las partes estructurales, singularmente en los ábsides. Esta articulación del edificio es la que determina la segmentación del espacio interior, en el cual hallamos un espacio reducido en la nave, otro más amplio en el crucero y finalmente otros muy íntimos en los tres santuarios. Esta diferenciación de espacios estaba marcada originalmente mediante unos canceles que no se conservan, pero de los que tenemos testimonio por las hendiduras practicadas tanto en los muros como en el suelo, destinadas a su sujeción, bien visibles al final de la nave y en el acceso a cada uno de los ábsides.
La distribución interior tiene relación directa con la liturgia, que señalaba distintos lugares para los asistentes a los cultos. Así en el IV Concilio de Toledo, en el año 633, se dice que los sacerdotes comulgan ante el altar, el clero en el coro y el pueblo fuera del coro. Esto se refleja en la basílica de Santa Lucía, que dispone de un aula de triple nave para el pueblo, un pequeño coro para los religiosos y tres capillas absidiales.
En cuanto a la estructura del presbiterio, con tres capillas independientes en la cabecera, podemos encontrar algunos paralelismos lejanos en edificios del Mediterráneo oriental. Sin embargo, resulta más sugestivo advertir la semejanza que tiene con el modelo de planta conocido en la basílica de fundación real en San Juan de Baños, descubierta en las excavaciones de principios del siglo XX. Así, su morfología estructural, su paralelismo con el ejemplo bien datado de Baños de Cerrato y la organización espacial coincidiendo con las necesidades litúrgicas del siglo VII, llevan a datar esta basílica hacia el segundo tercio del siglo VII, aunque su cronología está todavía siendo investigada por los especialistas.

## Galería

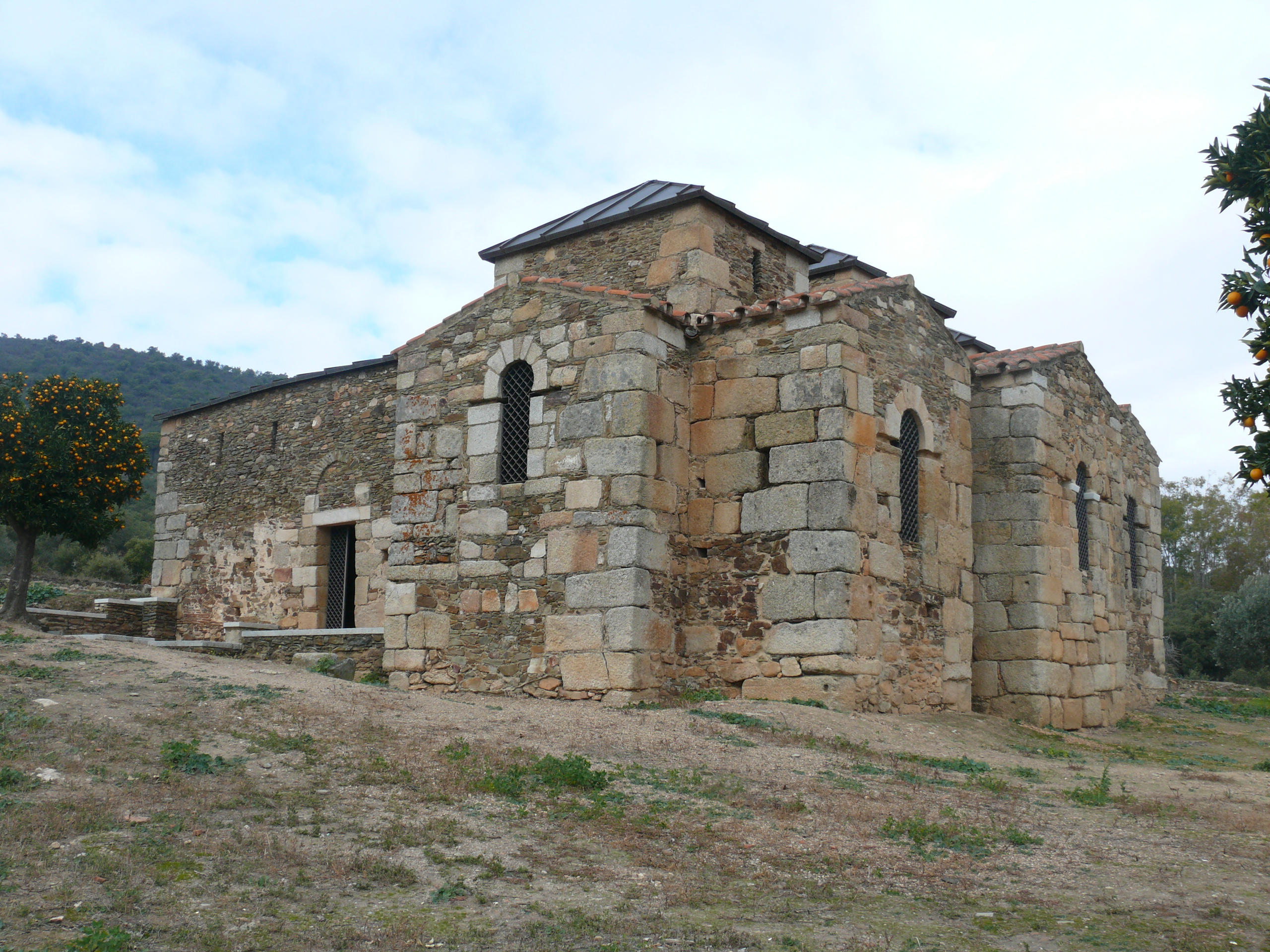
Exterior.
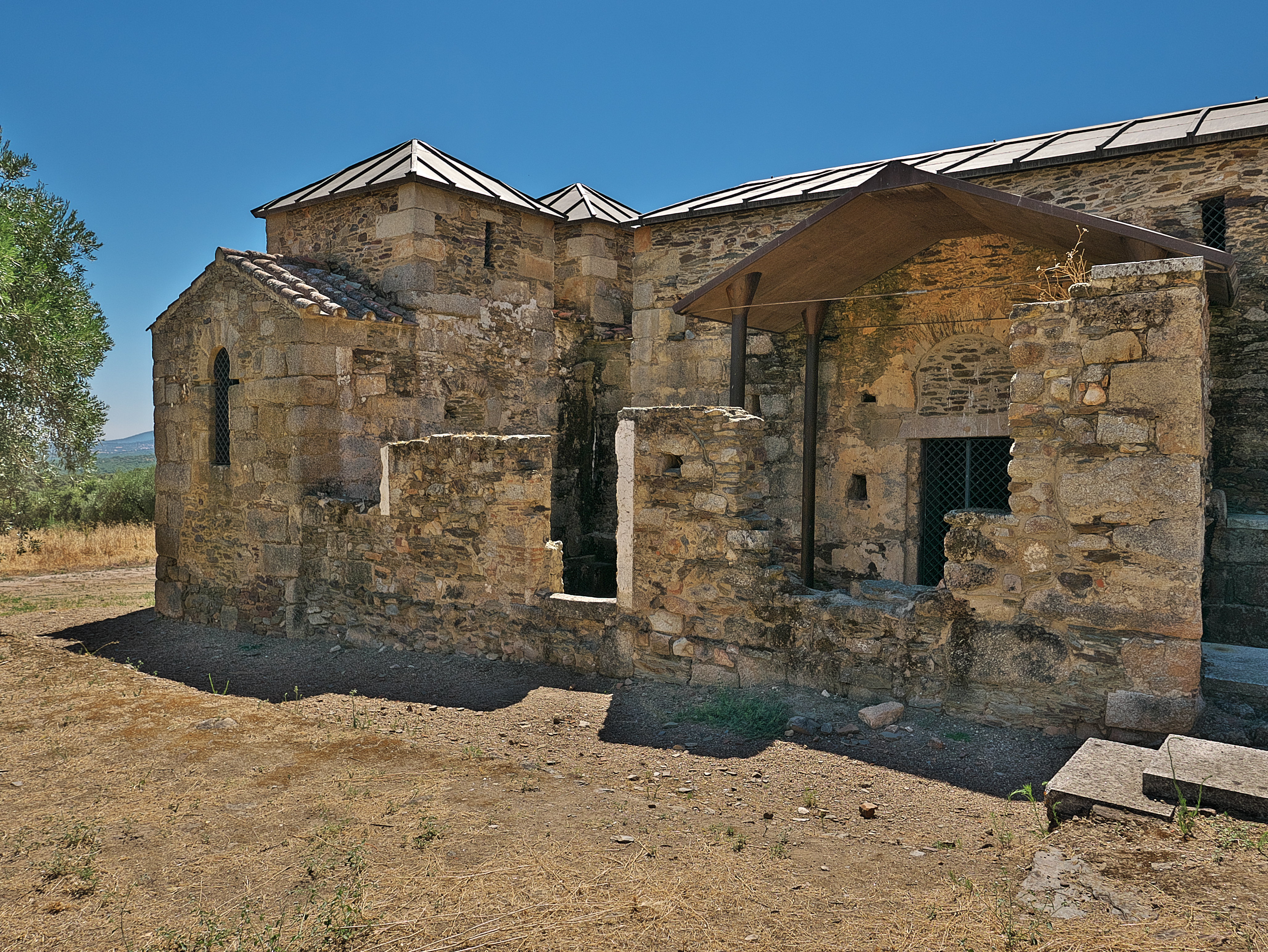
Fachada septentrional.
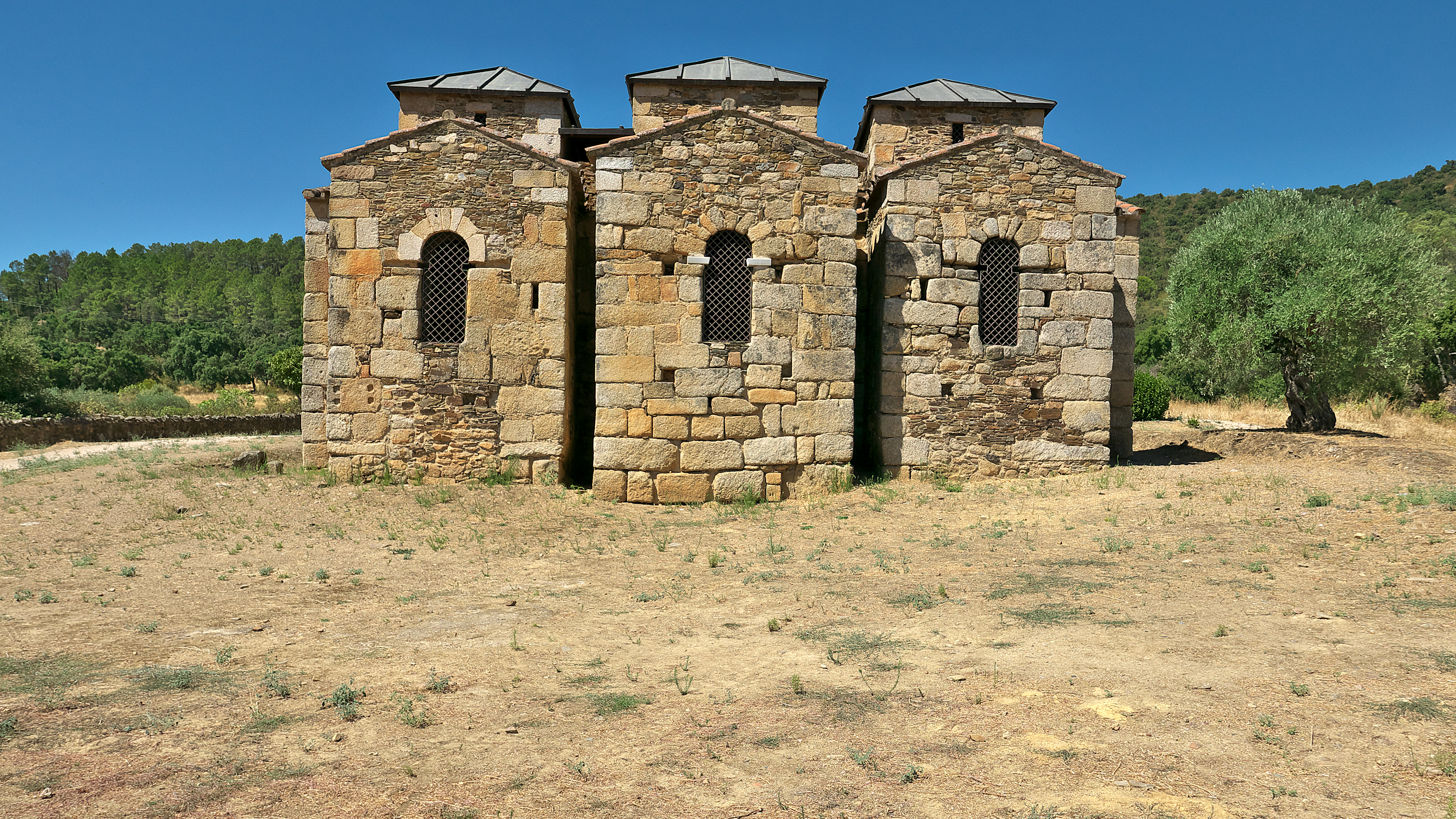
Los tres ábsides.
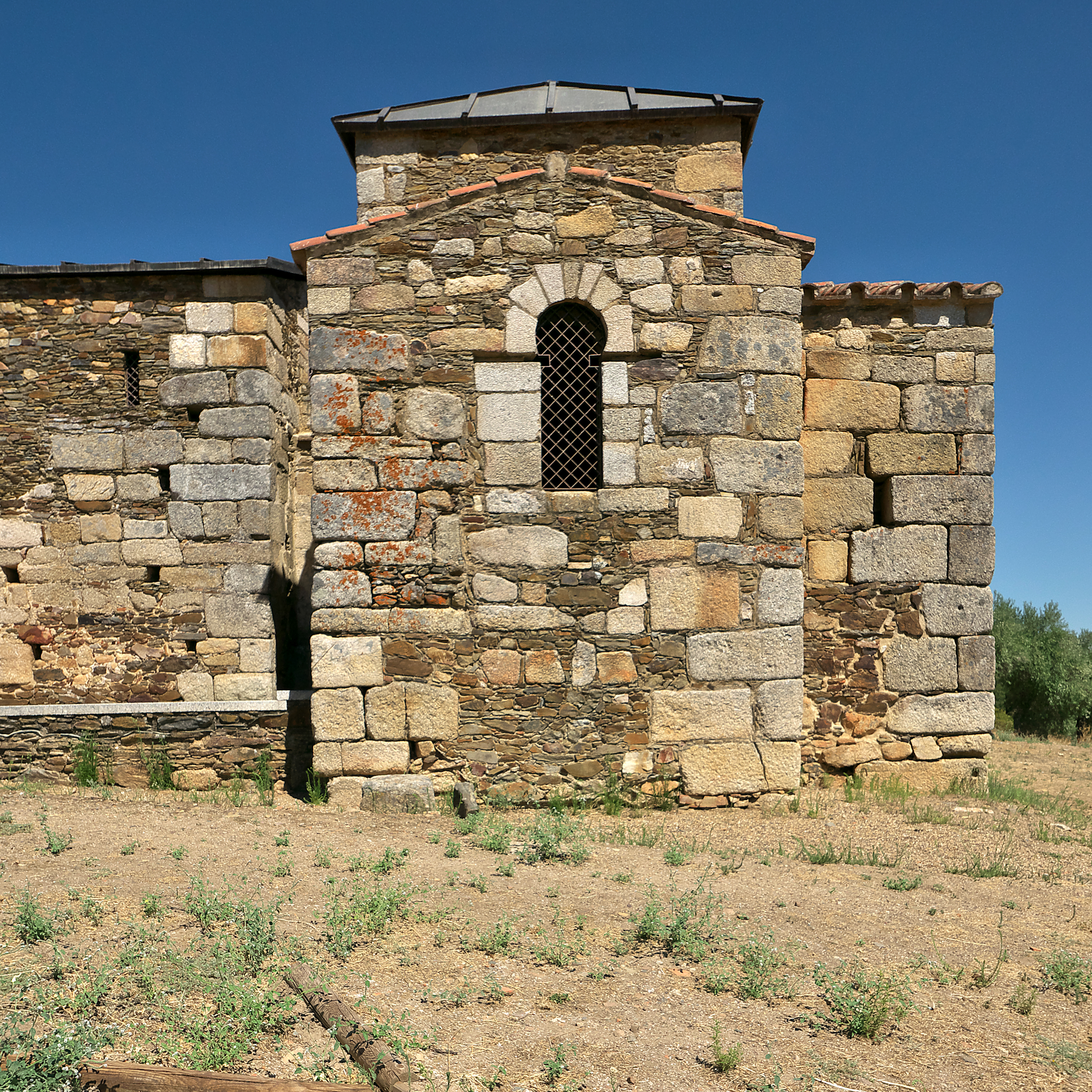
Crucero sur.
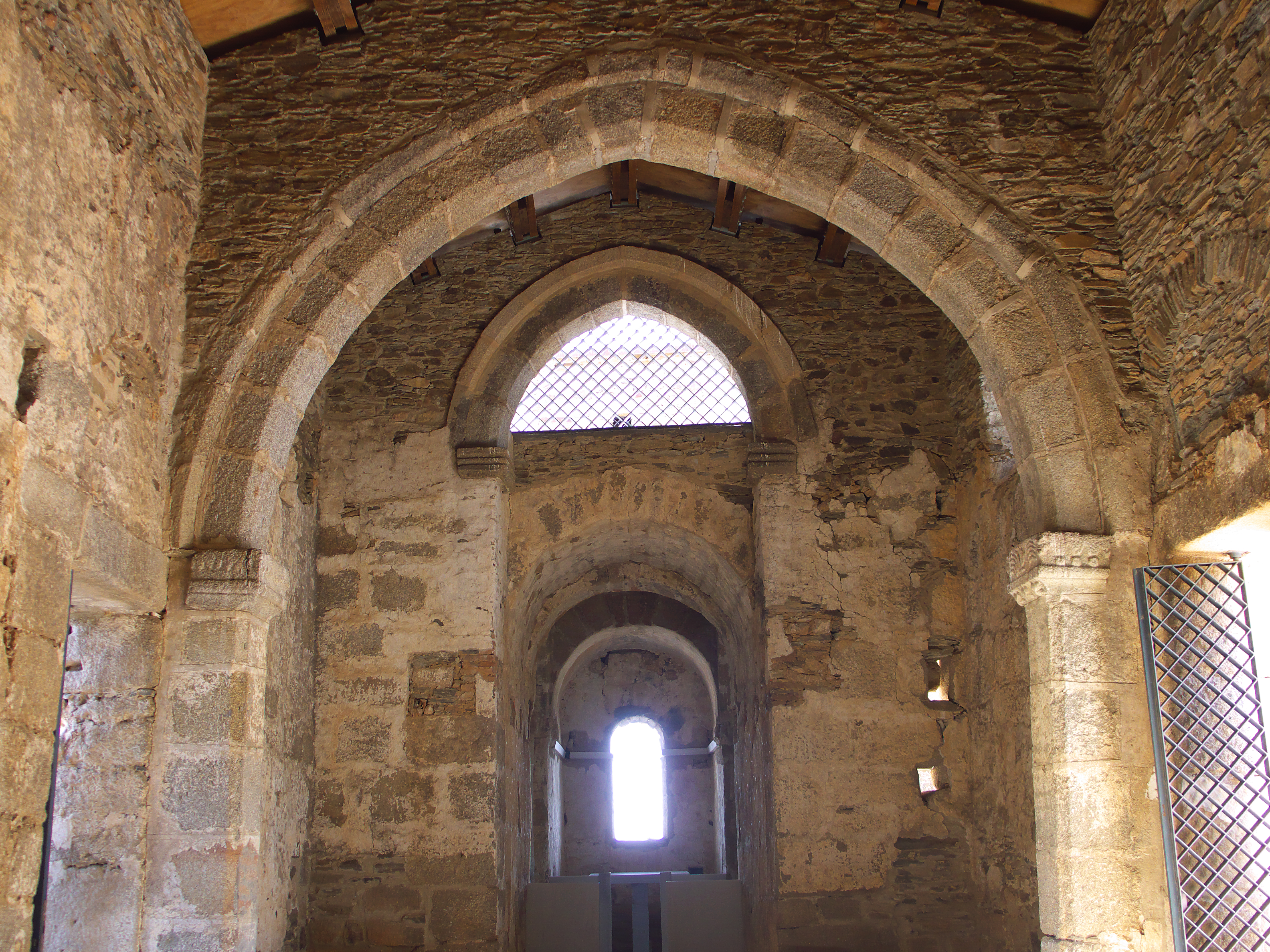
Arco del crucero.
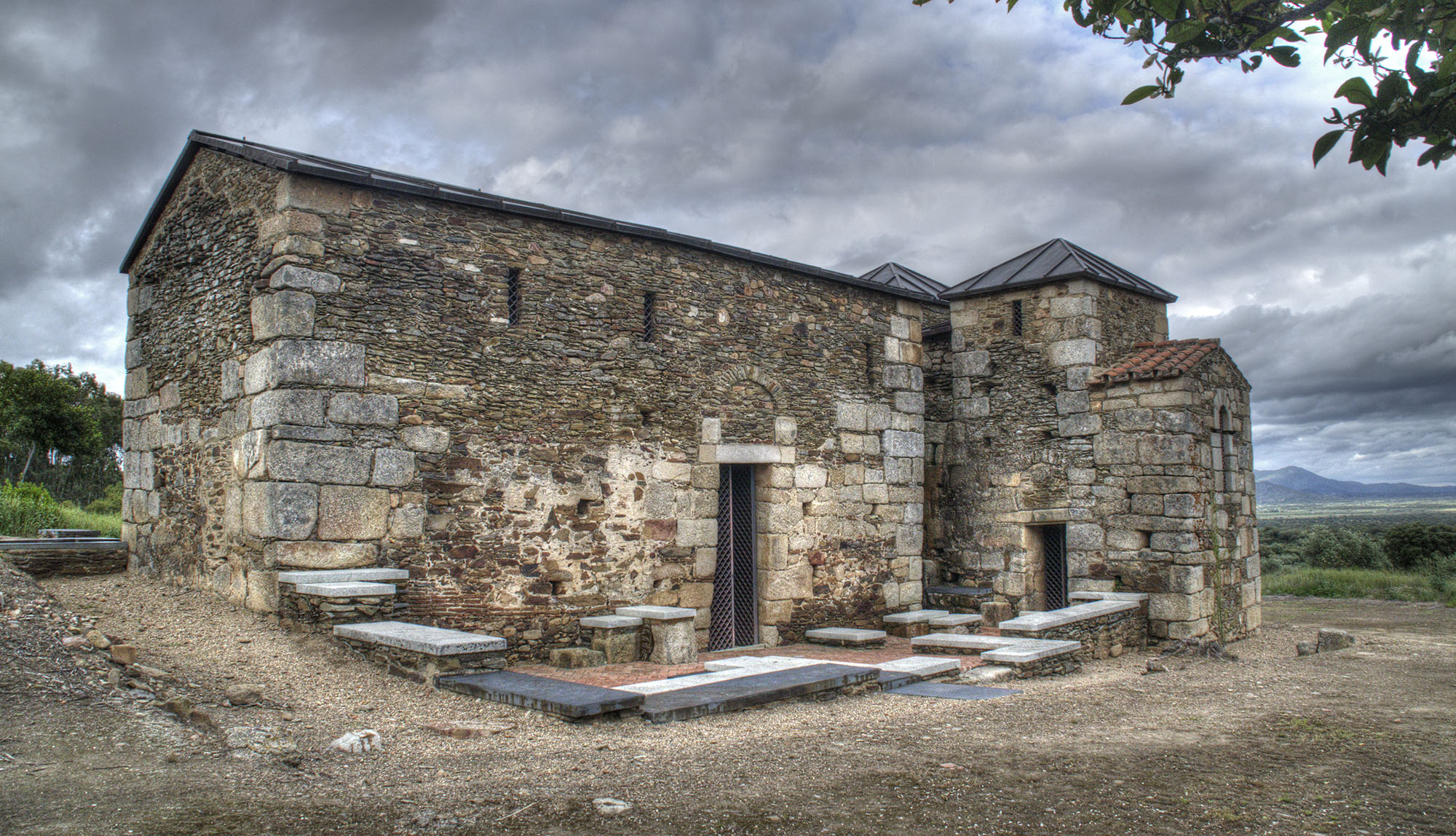
Fachada meridional.